# Tuskegee (Alabama)
Pour les articles homonymes, voir Tuskegee.
La ville de Tuskegee (en anglais [tʌsˈkiːɡiː]) est le siège du comté de Macon, dans l'État de l'Alabama, aux États-Unis. Lors du recensement de 2010, elle comptait 9 865 habitants pour une superficie de 40,7 km2.
Elle abrite depuis 1881 le Tuskegee Institute, devenu en 1985 l’université de Tusgekee.
Elle est connue pour être le lieu de naissance de Rosa Parks, figure emblématique de la lutte contre la ségrégation raciale aux États-Unis, et du chanteur Lionel Richie. C'est aussi là qu'a été effectuée de 1932 à 1972 l’étude de Tuskegee sur la syphilis qui a laissé environ 400 hommes noirs atteints de syphilis sans aucun traitement actif. C'est, enfin, dans cette ville que fut installée la première unité de pilotes afro-américains durant la Seconde Guerre mondiale : les Tuskegee Airmen.
Le 7 octobre 2008, Omar Neal a été élu maire de la ville. Il a été élu par 1 462 voix contre 1 270 le maire sortant, Johnny Ford, qui se présentait pour un huitième mandat. Ford fut en 1972 le premier Afro-Américain à accéder à la mairie de Tuskegee.

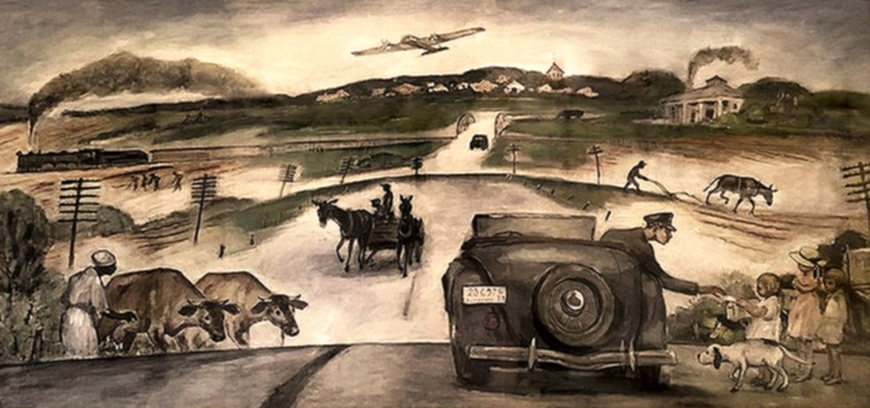
The Road to Tuskegee, tableau d'Anne Goldthwaite (1937) situé au bureau de poste de Tuskegee.

## Démographie
| 1850  | 1880  | 1890  | 1900  | 1910  | 1920  | 1930  | 1940  |
| ----- | ----- | ----- | ----- | ----- | ----- | ----- | ----- |
| 1 563 | 2 370 | 1 803 | 2 170 | 2 803 | 2 475 | 3 314 | 3 937 |

| 1950  | 1960  | 1970   | 1980   | 1990   | 2000   | 2010  | - |
| ----- | ----- | ------ | ------ | ------ | ------ | ----- | - |
| 6 712 | 7 240 | 11 028 | 13 327 | 12 257 | 11 846 | 9 865 | - |

| Groupe          | Tuskegee | Alabama | États-Unis |
| --------------- | -------- | ------- | ---------- |
| Afro-Américains | 95,8     | 26,2    | 12,6       |
| Blancs          | 1,9      | 68,5    | 72,4       |
| Autres          | 0,5      | 2,7     | 7,3        |
| Asiatiques      | 0,5      | 1,1     | 4,8        |
| Métis           | 1,3      | 1,5     | 2,9        |
| Total           | 100,0    | 100,0   | 100,0      |
|                 |          |         |            |
| Hispaniques     | 1,3      | 3,9     | 16,7       |

Selon l’American Community Survey, pour la période 2011-2015, 93,98 % de la population âgée de plus de 5 ans déclare parler l'anglais à la maison, 3,86 % déclare parler l'espagnol, 0,60 % le français, 0,53 % une langue africaine et 1,02 % une autre langue.

## Personnalité liée à la communauté
- Lionel Richie (1949-), chanteur de musique funk et soul.